# Dansk hjælp - til selvhjælp?
Dansk hjælp - til selvhjælp? er en dansk dokumentarfilm fra 1979, der er instrueret af Steen Baadsgaard.

## Handling
Filmen beskriver forholdene i Noakhali i Bangladesh, hvor det største igangværende danske U-landsprojekt foregår. Filmen går ikke ind på en detaljeret beskrivelse af hjælpens karakter og betydning, men lader befolkningen selv præsentere sig, sit område og dets problemer. U-landsprojektet sigter på de fattige og ikke mindst kvinderne. Der ydes lån til bønderne, så de kan skaffe sig jord. Vejene skal forbedres, for at varerne nemmere kan transporteres ind til byerne. Der skal uddannes folk til landbrugsarbejdet, og der skal renses vand i områdets kanaler, så de kan tage større vandmængder og derved mindske risikoen for oversvømmelser.